# 哈维尔·萨维奥拉
哈维尔·佩德罗·萨维奥拉（Javier Pedro Saviola，1981年12月11日—），出生於阿根廷首都布宜諾斯艾利斯，是一位足球運動員，司職前鋒。綽號「潘帕斯神兔」。他是FIFA100名單上最年輕的球員。

## 生平
沙維奧拿在16歲便開始在阿根廷足球甲级聯赛球隊河床亮相，此後就展開其多姿多采的職業足球員生涯。
沙維奧拿在2001年阿根廷世青盃一鳴驚人，以7場射入11球的成績成為神射手並被選為最有價值球員。同年夏季他轉投西班牙甲組足球聯賽球隊巴塞隆拿，3000万欧元的转会身价曾创下了阿根廷与欧洲俱乐部之间球员交易的最高纪录，但領隊雲高爾及列卡特都沒有重用這位前鋒球員，因此不能成為隊中的必然正選。
2004年夏季沙維奧拿被外借到法國甲組足球聯賽球隊摩納哥。
沙維奧拿參加2004年奧運並為阿根廷足球代表隊奪得奧運金牌。
比爾沙作為阿根廷國家隊領隊時，沙維奧拿並沒有很多機會代表阿根廷出賽，但隨著比爾沙在2004年夏天辭職，新任領隊比格文承諾會讓沙維奧拿有更多出場機會，在2006年世界盃，沙維奧拿取得三場正選上陣的機會，在首場對象牙海岸的分組賽，阿根廷就憑他的入球獲勝，取得3分，可惜在德國首都舉行之世界盃淘汰賽中不敵最後季軍德國。
2007年7月10日，沙維奧拿決定以自由身加盟巴塞隆拿的敵對球會皇家馬德里。
加盟皇家馬德里後，沙維奧拿一直缺乏上陣機會。
到了2009年6月，因為皇馬會長弗洛倫蒂諾·佩雷斯出資3億歐元再將皇馬重新打造一支全新的銀河艦隊，他與幾個隊友都被「清洗」，如沙加度、軒斯、亨特拿、史奈達等等。
最終，沙維奧拿於2009年6月26日轉投葡超球隊賓菲加。
在2012-13赛季夏季转会窗口的最后时刻，沙維奧拿同意转会至马拉加。
2015年6月30日，河床宣布萨维奥拉回归俱乐部。他在第二次效力期间未能收获进球，于次年1月离开。随后在34岁时退役。
退役后，萨维奥拉与家人定居安道尔，并被任命为安道尔奥尔迪诺俱乐部的助理教练。2018年2月，他加入了当地的五人制足球队恩坎普。同年4月，他随队赢得了公国的五人制足球联赛冠军。

## 榮譽
河床
- 阿根廷足球甲级联赛冠軍：1999年（春季聯賽）、2000年（秋季聯賽）

西維爾
- 歐洲足協盃冠軍：2005年

巴塞隆拿
- 西班牙超級盃冠軍：2006年

皇家馬德里
- 西班牙甲組足球聯賽冠軍：2007/08年
- 西班牙超級盃冠軍：2008年

賓菲加
- 葡萄牙足球超級聯賽冠軍：2009/10年
- 葡萄牙聯賽盃冠軍：2009/10年、2010/11年、2011/12年

國家隊
- 國際足協世青盃冠軍：2001年
- 奧運足球金牌：2004年

個人
- 阿根廷甲組足球聯賽神射手：1999
- 南美足球先生：1999
- 阿根廷年度最佳球員：1999
- 世青盃金球獎：2001
- 世青盃金靴獎：2001
- FIFA 100
- 葡萄牙金球獎：2010

## 外部連結
- 阿根廷足球總會網頁（页面存档备份，存于）
- Soccerway資料庫：哈维尔·萨维奥拉

| 前任： | 南美足球先生 1999年 | 繼任： |